# Jindřich Štyrský

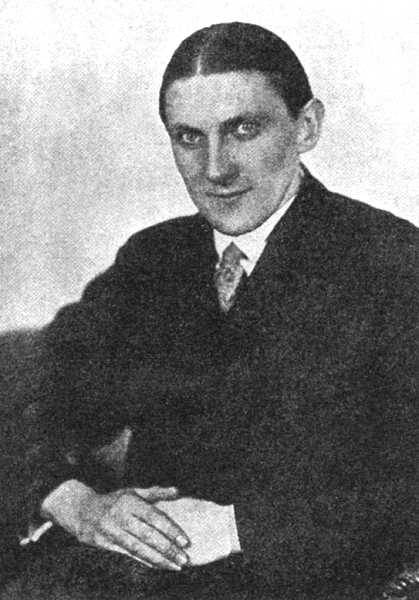
Štyrský, 1930

Jindřich Štyrský (* 11. August 1899 in Dolní Čermná, Österreich-Ungarn; † 21. März 1942 in Prag) war ein tschechischer Maler, Fotograf, Grafiker, Dichter, Vertreter des Surrealismus und Kunsttheoretiker.

## Leben
Jindřich Štyrský studierte an der Akademie der Bildenden Künste in Prag unter anderem bei Jakub Obrovský. Nach seinem Studium beteiligte er sich aktiv am künstlerischen Leben, trat 1923 dem Verband der modernen Kultur Devětsil bei und 1933 dem Verband bildender Künstler Mánes. 1922 begegnete er Toyen, mit der er eng künstlerisch zusammenarbeitete und mit der er und Josef Šíma 1925 nach Paris gingen, wo Štyrský mit Toyen bis 1928 gemeinsam lebte. Nach seiner Rückkehr wurde er Chef der Bühnenausstattung im Osvobozené divadlo. 1934 gründete er gemeinsam mit Toyen, Jindřich Heisler und Karel Teige die Gruppe der Surrealisten in Prag. 1935 erkrankte er schwer.

## Werke
Anfang der 1920er Jahre schuf er lyrisch geladene kubistische Bilder. Mitte der 1920er Jahre präsentierte er in Paris in der Ausstellung L’Art d’aujourd’hui seine Erstlingswerke. 1926 veranstaltete er mit Toyen in ihrem Studio in Montrouge eine Ausstellung, in der sie ihren neuen künstlerischen Stil des Artifizialismus vorstellten, eine sich auf assoziative und abstrakte Farbstrukturen gründende Stilrichtung. In den 1930er Jahren wurde sein Stil konkreter und rückte in die Nähe des Surrealismus. 1932 stellte Štyrský zusammen mit Toyen und Josef Šima in Prag in einer großen gemeinsamen Exposition Poezie aus, die ein Meilenstein des europäischen Surrealismus werden sollte. Er beschäftigte sich mit Fotografien, schuf Collagen, Bilder, Grafiken und Buchillustrationen, schrieb Gedichte und entwarf Bühnenbilder.

### Deutschsprachige Publikationen
- Emilie kommt im Traum zu mir und andere erotische Prosa. Frankfurt am Main, Verlag Neue Kritik, 1994
- Auf den Nadeln dieser Tage. Berlin, Edition Sirene, 1984
- Rudolf Kober, Gerd Lindner Hgg.: Die zweite Arche. Der Surrealismus und die tschechische Kunst 1925 - 1945. Jindrich Styrský, Karel Teige, Josef Šíma. Ausstellungskatalog. Vorw. Jiří Vykoukal. Panorama Museum Bad Frankenhausen, 2001

### Bilder
Štyrský begann als kubistischer Maler mit lyrischem Einschlag, wechselte jedoch bald zur imaginären Richtung. Seit dem Aufenthalt in Paris zeigten seine Bilder Elemente des Surrealismus und Artifizialismus. Er gehörte auch zu den ersten Künstlern in Europa, die sich mit farbigen Collagen beschäftigten.

### Fotografische Werke
Besonders auch historisch wertvoll sind seine Zyklen aus Prag und Paris. Sein Bild Cirkus Simonette erzielte am 23. April 2006 in einer Versteigerung den bisher höchsten Auktionspreis für ein tschechisches Kunstwerk.
- Žabí muž, (Der Froschmann), 1934
- Muž s klapkami na očích, (Der Mann mit Knüppeln auf den Augen), 1934
- Pařížské odpoledne, (Nachmittag in Paris), 1935
- Na jehlách těchto dní, (Auf den Nadeln dieser Tage), Auswahl seiner fotografischen Werke mit Gedichten von Jindřich Heisler
- Fotografické dílo 1934–1935 (1982, Jazzová sekce, Praha)

### Literarische Werke

#### Editionen
- Edice 69, Gegründet 1931
- Erotická revue (Erotische Revue), 1933
- Edice Surrealismu (Edition des Surrealismus), ab 1934
- Literární kurýr Odeonu (Literarischer Kurier Odeon)

#### Prosa
- Sny (Träume)
- Emilie přichází ke mně ve snu (Emilie kommt im Traum zu mir und andere erotische Prosa) 1933, ISBN 80-7215-146-0
- Poesie – Jindřich Štyrský (1992, Československý spisovatel, Praha – Bohemia: Edice krásných tisků)
- Karel Srp (2001, Torst, Praha) ISBN 80-7215-138-X